# Daddala achaeopsis
Daddala achaeopsis là một loài bướm đêm trong họ Erebidae.